# Štěpánov
Štěpánov (in tedesco Stefanau) è un comune della Repubblica Ceca facente parte del distretto di Olomouc, nella regione di Olomouc.